# Species360
Species360 (ранее International Species Information System или ISIS) — основанная в 1974 году, международная некоммерческая организация, поддерживающая онлайн-базу данных диких животных, находящихся под опекой человека. Основана в 1974 году. По состоянию на 2021 год, организация обслуживает более 1100 зоопарков, аквариумов и зоологических ассоциаций в 96 странах мира. Организация предоставляет своим членам программное обеспечение ZIMS (Zoological Information Management System) для сбора и управления зоологическими данными.

## История
В 1973 году Улисс Сил и Дейл Мейки предложили создать Международную систему информации о видах (International Species Information System, ISIS) в качестве международной базы данных, которая поможет зоопаркам и аквариумам достичь долгосрочных целей управления охраной природы. Система была создана в 1974 году, первоначальными участниками стали 51 зоопарк в Северной Америке и Европе, и с тех пор её состав увеличивался каждый год. Гранты и поддержка были предоставлены Ассоциацией зоопарков и аквариумов (AZA), Американской ассоциацией ветеринаров зоопарков (American Association of Zoo Veterinarians, AAZV) и другими зоологическими ассоциациями. Учредители также привлекали средства на развитие от частных фондов и Министерства внутренних дел США. Первые 30 лет зоопарк Миннесоты принимал программу на своей территории.
С 1989 года организация зарегистрирована как некоммерческая структура под управлением международного попечительского совета, избираемого учреждениями-членами, подписавшимися на программу.
В 2016 году организация вынужденно была переименована в Species360, поскольку её прежняя аббревиатура совпадала с названием террористической организации «Исламское государство» (Islamic State of Iraq and Syria, ISIS).

## ZIMS
Современные зоопарки и аквариумы часто являются «банками генов» для исчезающих видов. В некоторых случаях виды, которые вымерли в дикой природе и были выведены в зоопарках, в конечном итоге возвращаются в дикую природу. В качестве примера можно привести американского хорька, калифорнийского кондора, лошадь Пржевальского и рыжего волка. Отдельные зоопарки, как правило, не располагают достаточным пространством для поддержания жизнеспособной популяции вида (что для многих млекопитающих и птиц требуется не менее 500 животных для поддержания достаточного генетического разнообразия), поэтому поддержание генетического разнообразия требует координации усилий многих зоопарков. Научные знания по содержанию, питанию, ветеринарной помощи и т. д. распространены по всем зоопаркам и аквариумам мира. Селекция и управление популяциями опираются на точную информацию о животных во всех учреждениях-участниках, особенно на родословную (происхождение) и демографию (рождение и смерть).
Проект ZIMS — результат глобального сотрудничества участников Species360. База данных ZIMS содержит информацию о 22 тыс. видах, 10 млн животных, 82 млн медицинских карт и более 220 млн записей о рождении. Члены Species360 используют базовую биологическую информацию (возраст, пол, родство, место рождения, обстоятельства смерти и т. д.), собранную в системе, для ухода и управления своими коллекциями животных (включая демографическое и генетическое управление). Она также используется для программ разведения в невеоле и поддержки исследований и программ по сохранению природы. База доступна на английском, испанском, русском и японском языках. ZIMS — это первая и единственная в мире единая глобальная база данных о животных в зоопарках и аквариумах, работающая в режиме реального времени.
Записи Species360 принимаются международными регулирующими органами, такими как CITES. Примерно три четверти членов Ассоциации зоопарков и аквариумов (AZA) в Северной Америке являются её членами, а Европейская ассоциация зоопарков и аквариумов (EAZA) требует от своих членов вступления в эту организацию. Руководство по стратегии сохранения Всемирной ассоциации зоопарков и аквариумов (WAZA) настоятельно рекомендует всем зоопаркам и аквариумам присоединиться к ZIMS и участвовать в обмене данными.

## Руководство
Рувододят Species360 Джим Гюнтер (генеральный директор), Далиа Конде (директор по науке), Питер Донлон (директор по развитию глобального членства), Нэйт Флесснесс (почётный научный директор), Элизабет Хант (директор по поддержке и обучению участников), Даг Вердузко (директор по информационным технологиям), Кит Д. Олсон (финансковый директор).
В Попечительский совет Species360 входят 10 человек: председатель Rasem Baban (Хеллабрунн, Германия), Светлана Акулова (Московский зоопарк, Россия), Jackson Andrews, Аквариум Теннесси, США), María Clara Domínguez (Зоопарк Кали, Колумбия), Bjarne Klausen (Зоопарк Оденсе, Дания), Дэвид Пэйдж (Альянс дикой природы зоопарка Сан-Диего, США), Kazutoshi Takami (Зоопарк и ботанический сад Тоёхаси, Япония), Bart Shepherd (аквариум Калифорнийской академии наук, США), Sally Sherwen (Мельбурнский зоопарк, Австралия), Brian Zimmerman (Зоологическое общество Бристоля, Великобритания).